# Usine textile La Filandière
L'usine textile La Filandière est une usine située à Fresnoy-le-Grand, en France.

## Localisation
L'usine est située sur la commune de Fresnoy-le-Grand, dans le département de l'Aisne.

## Historique
Le monument est inscrit au titre des monuments historiques en 1997 et classé en 1997.